# Su Rong
Su Rong (chinois : 苏荣 ; pinyin : Sū Róng ; né en octobre 1948) est un ancien haut fonctionnaire régional et homme politique chinois. Il a commencé sa carrière à Jilin, sa ville natale, et a été successivement secrétaire du comité du Parti communiste chinois pour les provinces de Qinghai, Gansu et Jiangxi. En mars 2013, il est devenu l'un des vice-présidents de la Conférence consultative politique du peuple chinois (CCPPC).
En 2014, Su a fait l'objet d'une enquête de la Commission centrale d'inspection de la discipline pour « violations disciplinaires », qui a débouché sur des accusations criminelles. Il a été condamné à la prison à vie pour avoir accepté une « quantité massive de pots-de-vin ». Il est l'un des plus hauts responsables à faire l'objet d'une enquête pour corruption depuis que Xi Jinping est devenu secrétaire général du Parti communiste chinois en 2012.

## Début de carrière
Su Rong est né en 1948 à Taonan (anciennement comté de Tao'an), préfecture de Baicheng, dans la province de Jilin, au nord-est de la Chine. En 1968, il a commencé à travailler comme comptable dans la commune de Najin, à Tao'an. Il rejoint le Parti communiste chinois en janvier 1970,,.
En 1974, Su devient chef adjoint du parti communiste de la commune de Najin, puis chef du parti. À partir de 1980, il a été chef adjoint du parti dans le comté de Tao'an, chef du parti dans le comté de Fuyu, chef adjoint du parti puis chef du parti dans la préfecture de Baicheng. En 1989, il est devenu chef du parti de la ville de Siping et, de 1995 à 1998, il a été chef du parti de la préfecture autonome coréenne de Yanbian. À partir de 1996, il a occupé simultanément le poste de chef adjoint du parti de la province de Jilin, poste qu'il a occupé jusqu'en 2001. De 1994 à 1997, il a étudié à temps partiel à l'université de Jilin, où il a obtenu une maîtrise en économie,,.

## Carrière à Qinghai, Gansu et Jiangxi
En 2001, Su Rong est muté dans la province de Qinghai, dans le nord-ouest de la Chine, où il occupe le poste de chef du parti communiste, le plus haut responsable de la province. Il devient également président de l'Assemblée populaire de la province de Qinghai en 2002.
En 2003, il devient chef du Parti communiste de la province voisine de Gansu et préside en même temps l'Assemblée populaire provinciale de Gansu en 2004.
De 2006 à 2007, Su est vice-président de l'École centrale du Parti communiste chinois à Pékin, un poste de niveau ministériel, Zeng Qinghong étant alors président de l'école.
En 2007, il devient chef du parti communiste de la province de Jiangxi, dans l'est de la Chine, succédant à Meng Jianzhu. L'année suivante, il devient également président de l'assemblée populaire de la province de Jiangxi. Il occupe ces deux postes jusqu'en 2013.
Il a été membre suppléant des 14e et 15e Comités centraux du Parti communiste chinois, et membre titulaire des 16e et 17e Comités centraux.

## Chute
En mars 2013, Su est devenu l'un des 23 vice-présidents de la 12e Conférence consultative politique du peuple chinois (CCPPC). Cependant, en juin 2014, la Commission centrale d'inspection de la discipline a annoncé qu'il faisait l'objet d'une enquête pour « violations disciplinaires », ce qui indique généralement la corruption. Au moment de l'annonce, il était le plus haut fonctionnaire, et la seule personnalité de la classe des « dirigeants nationaux », à faire l'objet d'une enquête pour corruption depuis que Xi Jinping est devenu secrétaire général du PCC en 2012. Plusieurs autres hauts fonctionnaires de la province de Jiangxi avaient déjà fait l'objet d'une enquête, notamment les vice-gouverneurs Yao Mugen et Zhao Zhiyong, ainsi que le vice-président du congrès provincial, Chen Anzhong. Son collègue de la CCPPC et ancien collaborateur de Hu Jintao, le vice-président de la CCPPC Ling Jihua, a également été placé en détention pour corruption en décembre 2014.
Les résultats de l'enquête de la CCID sur Su Rong ont été annoncés le 16 février 2015. Elle a conclu que Su Rong « a violé la discipline organisationnelle, a unilatéralement renversé les décisions prises par consensus [...] a utilisé sa position de pouvoir pour chercher à obtenir des gains pour d'autres personnes au cours du processus de promotion des fonctionnaires et des opérations des entreprises, et a accepté une quantité massive de pots-de-vin ». Elle a également déclaré qu'il était responsable du gaspillage des ressources gouvernementales et qu'il avait une « responsabilité de premier plan » dans les problèmes de corruption dans la province de Jiangxi, qui se sont envenimés sous sa surveillance. Dans le passé, les annonces d'enquêtes de la CCID sur les fonctionnaires ont largement suivi une formule fade et souvent répétée. Dans le cas de Su, cependant, la CCID a utilisé de nombreuses expressions nouvelles pour décrire les détails de ses actes répréhensibles présumés. Il aurait « fait preuve d'un mépris flagrant pour les règles politiques du parti », « vendu généreusement des bureaux contre de l'argent », « gravement empoisonné l'environnement politique local », « encouragé et toléré que ses proches utilisent leur relation avec lui pour influencer les affaires politiques ». Ses délits étaient « d'une nature particulièrement grave et ont eu une influence extraordinairement néfaste ». Su a été exclu du PCC et inculpé de corruption et d'abus de pouvoir, et son dossier a été transmis aux autorités judiciaires en vue de poursuites.
Le 23 janvier 2017, Su Rong a été condamné à la prison à vie pour corruption, à la privation des droits politiques à vie et à la confiscation de tous ses biens personnels. Des documents judiciaires ont montré qu'il avait accepté des pots-de-vin d'une valeur de quelque 116 millions de yuans (17 millions de dollars) entre 2002 et 2014. Su Rong a déclaré devant le tribunal qu'il obéirait à la décision du tribunal et qu'il ne ferait pas appel.

## Vie privée
Su a épousé une femme nommée Ren (任某), avec laquelle il a eu trois enfants, un fils Su Tiezhi (苏铁志) et deux filles Su Xiaobo (苏晓波) et Su Xiaojuan (苏晓娟). En 1993, sa femme décède d'un cancer. Son gendre nommé Cheng Danfeng, ancien vice-maire de la ville de Zhangjiajie, est limogé pour corruption en novembre 2015. En 1994, il épouse Yu Lifang (于丽芳), qui travaille initialement dans une banque. Le frère aîné de Yu, Yu Ping'an (于平安), impliqué dans l'affaire, se suicide en avalant des somnifères en mars 2015.